# María Casado González
María Casado González (Cartaya, Huelva, 31 de enero de 1952) es una jurista española especializada en bioética. Catedrática de Universidad, profesora titular de Filosofía del Derecho de la Universidad de Barcelona, directora e investigadora principal del Observatori de Bioètica i Dret de la Universidad de Barcelona y titular de la Cátedra UNESCO de Bioética de la misma universidad. Es creadora y Directora del Máster en Bioética y Derecho de la Universidad de Barcelona. Fundadora y codirectora de la Revista de Bioética y Derecho de la Universidad de Barcelona.

## Biografía
En 1985 se doctoró en Derecho por la Universidad Complutense de Madrid, en 1990 obtuvo el cargo de profesora titular de Filosofía del Derecho en la Universidad Complutense de Madrid y en 1993 el de profesora titular de la misma asignatura en la Universidad de Barcelona. En 1995 fundó el centro de investigación Observatori de Bioètica i Dret de la Universidad de Barcelona  y en 2007 recibió la titularidad de la Cátedra UNESCO de Bioética de la Universidad de Barcelona. Es Catedrática acreditada de Universidad desde el año 2010.
Fue miembro del Comité de Bioética de España (2008-2012), del Comité de Bioética de Cataluña (2008-2013), de la Comisión de Expertos del Banco Nacional de ADN (España) del 2009 al 2017, de la Comisión Nacional para el Uso Forense del ADN Archivado el 25 de abril de 2020 en Wayback Machine. (2009-2019), de la Comisión de Bioética de la Universidad de Barcelona (1995-2020), del Consejo Asesor del Centro de Investigación de Errores Médicos UAB (2001-2016) y del Comité de Ética de Investigación del Hospital Clínic de Barcelona (2004-2009). Actualmente es miembro  del Comité de Ética Asistencial del Hospital de Barcelona (desde 2001) y de la Sociedad Española de Salud Pública y Administración Sanitaria (SESPAS, desde 2005). Dirige la colección "Materiales de Bioética y Derecho" (Ed. Civitas-Aranzadi)  y "Colección Bioética" de Ediciones Universidad de Barcelona que está reconocida con el sello de calidad la ANECA y FECYT. 
Es creadora y directora del Máster en Bioética y Derecho de la Universidad de Barcelona que se imparte desde 1995. Desde 2008 dirige la línea de investigación "Bioética y Derecho" dentro del Programa de Doctorado Europeo "Derecho y Ciencia Política" en la Facultad de Derecho de la Universidad de Barcelona.    

## Investigación
Sus líneas temáticas de investigación son la relación existente entre la Bioética y el Derecho, especialmente tomando en cuenta el marco de los derechos humanos y las implicaciones éticas, jurídicas y sociales de las biotecnologías y la biomedicina; la discusión y análisis de los llamados "casos difíciles" que los avances de biotecnología imponen a la sociedad como un reto valórico, dadas sus implicancias éticas, jurídicas y sociales. Algunos temas relacionados con su investigación son las cuestiones que conllevan la edición genómica, los temas pendientes en el campo de la reproducción humana asistida, las implicaciones ligadas al uso forense del ADN, el envejecimiento, el cambio del modelo investigador en el contexto neoliberal y, también, la integridad en la investigación y la formación en bioética.  
En la actualidad, su investigación se centra en las implicaciones del uso de tecnologías disruptivas, como la edición genómica, la inteligencia artificial o la nanotecnología en biomedicina, así como de la necesaria adaptación del Convenio de Oviedo a la nueva realidad científica y social.  
Es investigadora principal del Grupo de Investigación Consolidado “Bioética, Dret i Societat”, de la Generalidad de Cataluña, que fundó en el año 2000.  
Ha sido investigadora principal en diferentes proyectos competitivos de ámbito nacional, entre otros: “Aspectos éticos, jurídicos y sociales implicados en la obtención, el uso y el almacenamiento de las muestras de ADN y otras técnicas biométricas de identificación”, “Red de Excelencia Bioética y Derechos Humanos: impactos éticos, jurídicos y sociales de las novísimas tecnologías en investigación y reproducción” e “Implicaciones bioéticas, jurídicas y sociales de las nanotecnologías”.
Su actividad investigadora y producción científica se puede consultar en el Portal de la Recerca de Catalunya.

## Reconocimientos
En 2006 recibió la Medalla Narcís Monturiol Archivado el 23 de marzo de 2016 en Wayback Machine. de la Generalidad de Cataluña a la contribución al progreso científico y tecnológico.  En 2007 recibió la titularidad de la Cátedra UNESCO de Bioética de la Universidad de Barcelona. En 2017 recibió el reconocimiento a la defensa y promoción de los Derechos Humanos por la Suprema Corte de Justicia de la Nación (SCJN) de México. 

## Obras seleccionadas
- Manual de Bioética Laica (I). Cuestiones clave. Barcelona: Edicions UB, 2019. ISBN 978-84-9168-129-8.
- De la solidaridad al mercado. El cuerpo humano y el comercio biotecnológico. México D.F: Fontamara; 2016. ISBN 978-60-773-6351-4.
- Bioética, Derecho y Sociedad (2ª ed. corregida y aumentada, 1ª ed. 1998).  Ed. Trotta, 2015. ISBN 978-84-9879-567-7.
- ¿Es la maternidad lo que hace auténticamente mujeres a las mujeres? Gaceta Sanitaria, 2012, Vol. 26 Nº 3, pp. 201 - 202.
- A vueltas sobre las relaciones entre la bioética y el derecho, Revista Bioética (Conselho Federal de Medicina CFM, Brasil), 2011, Vol.19 N.º 1, pp. 15 - 28.
- Bioética y Nanotecnología (Coord.). Editorial Civitas Aranzadi - Thomson Reuters. Navarra, 2010. 282 páginas. ISBN 978-84-470-3509-0
- Sobre la Dignidad y los Principios. Análisis de la Declaración Universal de Bioética y Derechos Humanos de la UNESCO (Coord.). Editorial Civitas Aranzadi - Thomson Reuters. Navarra, 2009. 600 páginas. ISBN 978-84-470-3261-7
- End-of-life care in Spain: legal framework (Cabré, Ll.; Casado, M.; Mancebo, J.). Intensive Care Medicine, 2008, Vol. 34 N.º 12, pp. 2300 - 2303. ISSN 0342-4642
- La bioética como soporte al derecho para regular la biotecnología, Revista Catalana de Derecho Público, 2008, N.º 36, pp.  5 5-78. ISSN:1885-5709, ed. impresa, ISSN web: 1885-7663
- Nuevos materiales de Bioética y Derecho (Comp). Editorial Fontamara. México, 2007. 440 pp. ISBN 968-476-609-2
- Las leyes de la Bioética. Editorial Gedisa. Barcelona, 2004. 133 pp. ISBN 84 7432-980-9
- El Alzheimer: problemas éticos y jurídicos (Comp). Editorial Tirant Lo Blanch. Valencia, 2002. 165 Páginas. ISBN 84-8442-514-2
- Estudios de Bioética y Derecho (Comp). Editorial Tirant lo Blanch. Valencia 2000. 350 pp. ISBN 84-8442-035-3
- Coordinadora de la colección de Documentos publicados por el Grupo de Opinión del Observatori de Bioètica i Dret